# E-képeslap
Az e-képeslap a papír alapú elődjük mintájára készített, az e-mailben, a weben vagy egyéb digitális úton kézbesített képeslap vagy üdvözlőlap. Az e-képeslapok nagy többsége különböző internetes oldalakon  keresztül érhető el, innen tudjuk ezeket elküldeni a címzett e-mail fiókjába. Az e-képeslap előnyei, hogy olcsóbb, otthonról összeállítható, környezetbarát - hiszen nem használnak fel papírt az elkészítéséhez -, valamint több címzettnek is elküldhető egyszerre.

## Története
Az első e-képeslapot Judith Donath hozta létre 1994-ben. A technológia azóta sokat változott, de a kézbesítési mechanizmus azóta is változatlan. A címzett az e-mailben nem kapja meg magát az e-képeslapot, hanem csak egy egyénileg kódolt linket, amely visszavezet az e-képeslap készítőjének weboldalára, ahol a címzett a küldő által módosított egyedi üzenetet elolvashatja. Az elmúlt közel 20 évben az e-képeslapok  fajtáinak széles skálája jelent meg és terjedt el. A legismertebb és legszélesebb körben használt típus a flash animáción alapuló e-képeslap. Emellett vannak videó alapú, MMS-ben küldhető, saját arcképet használó e-képeslapok is. Mindemellett néhány fejlesztő létrehozott flash alapú e-képeslap játékokat is.

## Biztonság
Az elmúlt években számtalan visszaélés történt az e-képeslapok kapcsán. A legenyhébb ilyen cselekedet az e-mail címek jogtalan gyűjtése és azok átadása harmadik félnek. Ezekre az e-mail címekre később rengeteg elektronikus levélszemét, úgynevezett spam érkezett. Ugyanakkor több esetben is volt tapasztalható, hogy e-képeslapokat használtak fel különböző vírusok és egyéb kártékony szoftverek terjesztésére.